# Pranas Vytautas Rasimavičius
Pranas Vytautas Rasimavičius (* 1930; † 2002 in Litauen) war ein litauischer Familienrechtler, Verfassungsrichter, Professor an der Universität Vilnius (lit.: „Vilniaus universitetas“) und MRU.

## Leben
Er absolvierte das Diplomstudium der Rechtswissenschaften und promovierte 1969 an der Universität Vilnius zum Thema „Kontraktationsvertrag für landwirtschaftliche Produktion der Kolchosen“ (Kolūkių žemės ūkio produkcijos supirkimo kontraktacijos sutartis). Danach habilitierte er im Zivilrecht.
Von 1976 bis 1986 leitete er den Lehrstuhl für Zivilrecht und Zivilprozessrecht. Von 1993 bis 1999 war er Richter am Verfassungsgericht der Litauischen Republik, von 1999 bis 2002 Lehrstuhlleiter an der Lietuvos teisės universitetas.
Er ist Mitautor des Kommentar des litauischen Ehe- und Familiengesetzbuchs.

## Bibliografie
- Sowjetisches Familienrecht // Tarybinė šeimos teisė. 1981. „Mintis“, 188 psl.